# Bratovščina Sinjega galeba
Bratovščina Sinjega galeba je mladinska pustolovska povest Toneta Seliškarja. Izhajala je v mladinski reviji Naš rod v letniku 1935/36, v knjižni obliki pa je prvič izšla leta 1936 pri Mladinski matici v Ljubljani.
Povest je doživela že nad deset domačih in več tujih izdaj, prirejena je bila za oder in film. Leta 1953 je izšel celovečerni film v srbohrvaščini "Sinji galeb" pod taktirko hrvaškega režiserja Branka Bauerja, leta 1970 pa še nadaljevanka v osmih delih v slovenščini, ki jo je režiral France Štiglic.
Prva knjižna izdaja se od kasnejših nekoliko razlikuje, saj je pisatelj povest vsebinsko in oblikovno dopolnil, zgostil je izraz in jo idejno poglobil.

## Vsebina
Glavni junak je dvanajstletni Ivo, ki s prijatelji ustanovi društvo in ga poimenuje Bratovščina Sinjega galeba po jadrnici svojega očeta, ki se imenuje Sinji galeb.
Ivo je sirota. Sam živi na Galebjem otoku, v stari kamniti hišici. Vsi ribiči ga sovražijo  zaradi očetove hude napake, le stari Just je prijazen do njega. Nekega dne pa se je zgodilo nekaj, kar mu je spremenilo življenje v pustolovščino.
Na otok se je vrnil Ivov oče, ki so ga imeli vsi za mrtvega. Svojemu sinu je zapustil jadrnico Sinji galeb, nato pa umrl. Ivo je s pomočjo prijateljice Mileve prepričal fante z vasi, naj mu pomagajo premakniti jadrnico iz vode. To so bili: Mihael, Franjo, Peter, Pero in Jure. Skupaj z Ivom so ustanovili Bratovščino Sinjega galeba. Sedaj so morali svojo ladjo prebarvati. Denar za barvo so si prislužili v kamnolomu. Tam so se dela ustavila, ker se je na vrhu gore zagozdila skala. Ivo je tvegal svoje življenje za sto dinarjev. Z dinamitom je razstrelil oviro. Sicer se je malo poškodoval, a je bil Sinji galeb kmalu pripravljen na plovbo. Že so se veselili širnega morja, ko so jim jadrnico zaplenili ribiči, ki so hoteli s tem dobiti nazaj denar, ki ga je zapravil Ivov oče. Bratovščina si je hitro izmislila načrt. Čuvaja barke so onesposobili in si vzeli jadrnico nazaj. Odpluli so do kamnoloma, si natovorili jadrnico z zalogami hrane in pijače ter se poslovili od Mileve, ki je morala paziti na svojega starega očeta. 
Morje se je zdelo čisto mirno, a je kar naenkrat začelo grmeti. Galeba so valovi premetavali sem ter tja kot lupinico. Končno jih je vrglo na sklanat otok, vendar sta dva člana posadke izginila – Jure in Pero. Peter je imel vročico. Mihael in Ivo sta šla iskat pitno vodo, saj brez nje ne bodo preživeli. Ko sta preiskovala otok, sta našla skrivno votlino, v katero so tihotapci shranjevali dragocenosti. Med jadračo in morjem je stala skala, zato si je Ivo napolnil žepe s smodnikom. Razstrelil je skalo in jadrnico so porinili v morje. Peter, ki je že okreval, in Franjo sta skočila na Galeba. Mihael in Ivo sta si v skrivališču še polnila žepe, vendar so jih tihotapci odkrili ter jih pograbili. Kmalu so se znašli na krovu motorne ladje Meteor. Nekaj časa so jih spraševali, kaj so tam počeli, potem pa jih vrgli in zaprli pod palubo. Tam sta jih že težko pričakovala Pero in Jure, ki so ju noč pred tem tihotapci rešili z morja. Poslušali so, o čem so se pogovarjali tihotapci in ujeli, da jih mislijo prodati v Afriko. Vodja tihotapcev Lorenco je z nekaj možmi in s pomožnim čolnom odveslal do jame. Bratovščina je hitro skovala načrt. Mihael je dvignil Iva skozi odprtino v stropu, ta pa je strojevodjo Anteja, ki so ga tihotapci pustili na straži, s kolom mahnil po glavi tako, da se je onesvestil. Fantje so zavzeli ladjo in kmalu so bili že daleč stran od otoka. Ivu se je stari strojevodja zasmilil, odrešil ga je vezi, le-ta pa je zaradi slabe vesti Iva prosil odpuščanja in predlagal da se pridruži bratovščini. Od njega so izvedeli, da je njihova mafija ogoljufala Ivovega očeta pri kartah. Ante je vedel marsikaj o ribištvu in vodenju velike motorne ladje, zato je znanje začel prenašati na mlado, hitro učečo se posadko. Lorenco jih je kmalu dohitel in ustrelil Anteja. Naši junaki so ga pokopali v morju, saj je na njem preživel celo življenje. Njihov učitelj (stari Ante) jim je zapustil skrinjico, v kateri je bil zemljevid. Napotili so se proti otoku, kjer je živel samo svetilničar. Ko so prispeli, so mu začeli pripovedovati svojo zgodbo. Tam so odprli Antejevo skrinjico. Medtem jim je Lorenco sledil in ponovno ukradel ladjo. Fantje so skupaj s svetilničarjem skočili v njegovo jadračo in s pomočjo zemljevida odpluli v Split. Obiskali so šefa pomorske straže in tudi njemu začeli pripovedovati svojo dogodivščino. Čolni pomorske straže so kmalu izsledili Meteorja in prijeli tihotapce, ladjo pa so prepustili v last bratovščine. Just in Mileva, ki sta hotela izvedeti, kaj se je zgodilo fantom, sta odjadrala v Split. Prišla sta ravno ob pravem času in skupaj z junaki proslavila zmago.
Vrnili so se na domači otok in vsi domačini so jih toplo sprejeli. Za vsakega pravičnega in nesebičnega ribiča je bilo dovolj prostora na novem Sinjem galebu. Zamisel Ivovega očeta je bila uresničena -vsi za enega eden za vse.In tako so srečno živeli,bratovščina pa se je še podajala na take pustolovske dogodivščine.

## Adaptacije
Knjiga je bila adaptirana v film in mini serijo:
- Sinji galeb (1953), film v srbohrvaščini
- Bratovscina Sinjega galeba (1969), mini serija v slovenščini